# 川本彩
川本 彩（かわもと あや、1988年1月30日 - ）は、日本の女性ファッションモデル。所属事務所はフック（HOOK）。

## 活動内容

### テレビ番組
- 『ZIP!』（日本テレビ）- 2011年4月 - 2013年3月。
- 『サンデーブレイク』（TOKYO MX）出演中。

### 雑誌
- 『Ray』（主婦の友社）
- 『CanCam』（小学館）
- 『JJ』（光文社）
- 『With』（講談社）
- 『ビーズアップ』
- 『ar』（主婦と生活社）

### イベント
- 「神戸コレクション2011　A/W 」（神戸公演および東京公演）